# And You and I
And You and I ist ein Lied der britischen Progressive-Rock-Band Yes, das die Gruppe 1972 auf deren fünftem Studioalbum Close to the Edge veröffentlichte.

## Hintergrund und Entstehung
Das Lied wurde von den damaligen Yes-Mitgliedern Jon Anderson, Bill Bruford, Steve Howe und Chris Squire geschrieben. Unklar ist, ob auch Rick Wakeman seinen Beitrag zu diesem Lied geleistet hat, da Vertragsstreitigkeiten zwischen Atlantic Records, die Yes unter Vertrag genommen hatten, und A&M Records, wo Wakeman unter Vertrag stand, ihn daran hinderten, seine eigene Kompositionen zu schreiben, aufgrund dessen er oft nicht in den Credits der Alben Fragile und Close to the Edge genannt wurde.
Bruford behauptete später, sein Beitrag zu dem Lied bestehe aus „einer Handvoll Akkorden und einem Hauch Melodie bei 3:45 min, der bei 5:06 und noch einmal bei 8:11 wiederholt wird“.
And You and I ist ein ruhiges, von Folk beeinflusstes Lied und wird von der akustischen Gitarre dominiert. Es ist in vier klar voneinander abgrenzbare Teile aufgeteilt (I. Chord of Life; II: Eclipse; III: The Preacher, the Teacher und schließlich IV: Apocalypse). Lange waren sich Yes dabei unsicher, ob sie diese zueinander zusammenfügen oder sie als zwei einzelne Stücke veröffentlichen sollten. In dem Lied werden komplexe mehrstimmige Figuren verwendet sowie einzelne Themen immer wieder abgewandelt. Am Anfang werden diese vorgestellt und danach zum Beispiel – wie im Abschnitt The Preacher, the Teacher zu hören ist – im Countrystil variiert.
Bei Konzertaufführungen von And You and I in den Jahren 1972 und 1973 erzählte Jon Anderson, And You and I sei der „Protestsong von Yes“, ohne genauer darauf einzugehen. Tatsächlich sei das Lied aber zunächst unter dem Arbeitstitel The Protest Song entstanden.

## Veröffentlichung
And You and I erschien erstmals am 8. September 1972 in voller Länge auf Yes’ fünftem Studioalbum Close to the Edge. Einen Monat später erschienen die ersten fünf Minuten des Liedes am 13. Oktober 1972 in einer editierten Version als Single. Als B-Seite fungierte dabei die zweite Hälfte des Liedes, ebenfalls auf eine verkürzte Single-Version (4:12) editiert.

## Rezeption
Cashbox bezeichnete And You and I als „perfektes Beispiel“ für Progressive Rock, „eine Mischung aus vierstimmigem Gesang und meisterhafter Musikalität.“ Record World meinte, „sie ist einfach großartig.“
Paul Stump beschrieb das Lied in seinem 1997 erschienenen Buch History of Progressive Rock als „eine Tour de Force der Atmosphäre, die die opalfarbene Zwölfsaitige mit [Rick] Wakemans höhlenartigem Mellotron kontrastiert und Licht und Schatten mit ansprechender architektonischer Kunstfertigkeit auf die vier Abschnitte verteilt“.

## Chartplatzierungen
Der Single Edit von And You and I erreichte 1972 in den Vereinigten Staaten Rang 42 der Billboard Hot 100 sowie Rang 76 in Kanada.
| ChartsChartplatzierungen       | Höchstplatzierung | Wochen |
| ------------------------------ | ----------------- | ------ |
| Vereinigte Staaten (Billboard) | 42 (7 Wo.)        | 7      |

## Trivia
- Die 1996 von Drehbuchautor, Produzent und Regisseur Joss Whedon gegründete Produktionsfirma Mutant Enemy (u. a. verantwortlich für Buffy – Im Bann der Dämonen, Angel – Jäger der Finsternis und The Cabin in the Woods) ist nach einer Zeile aus And You and I benannt („there’ll be no mutant enemy we shall certify“).